# Ueli Steck

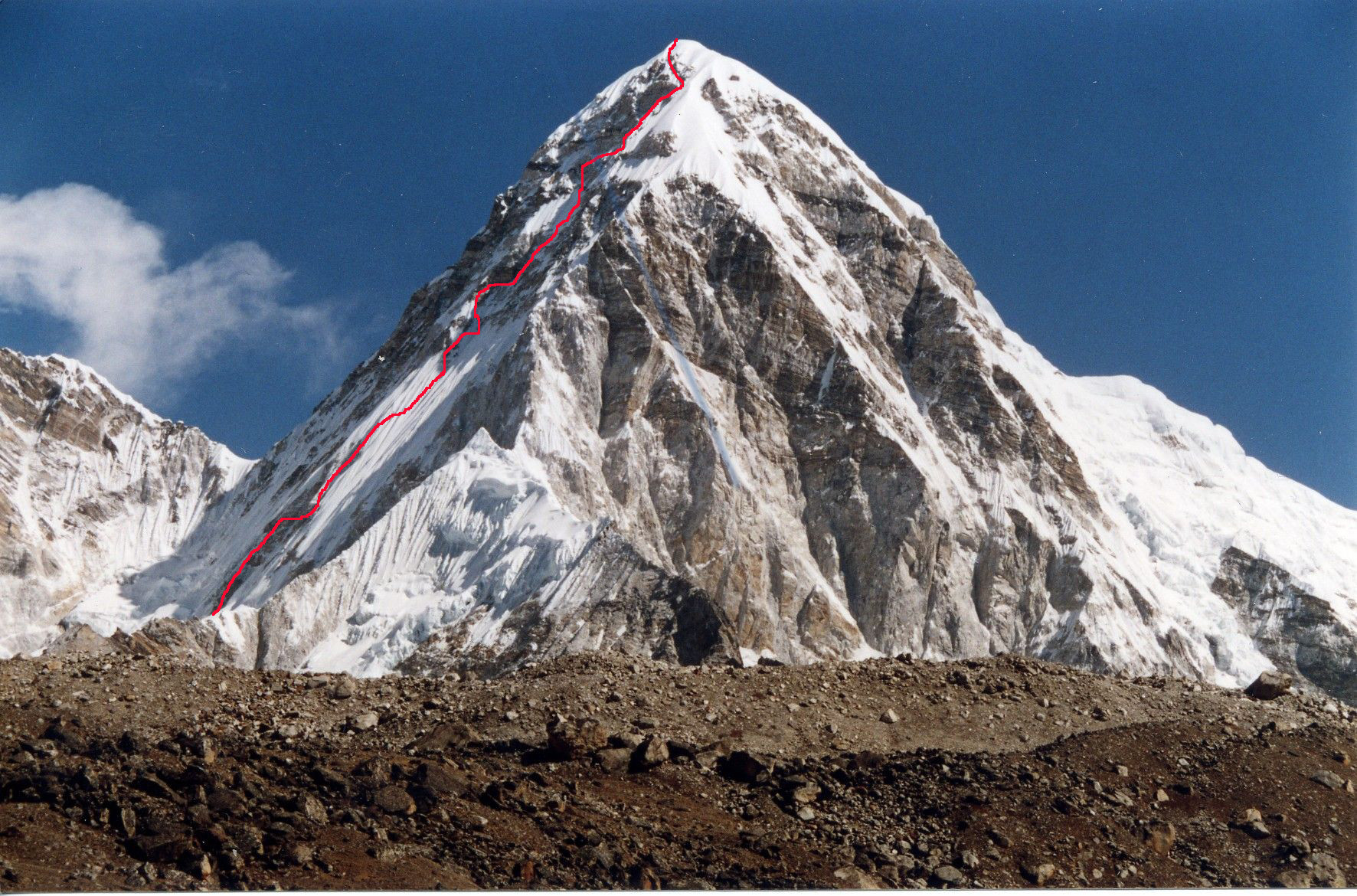
Vía abierta por Ueli Steck y Ueli Bühler en la cara oeste del Pumori (Himalaya).

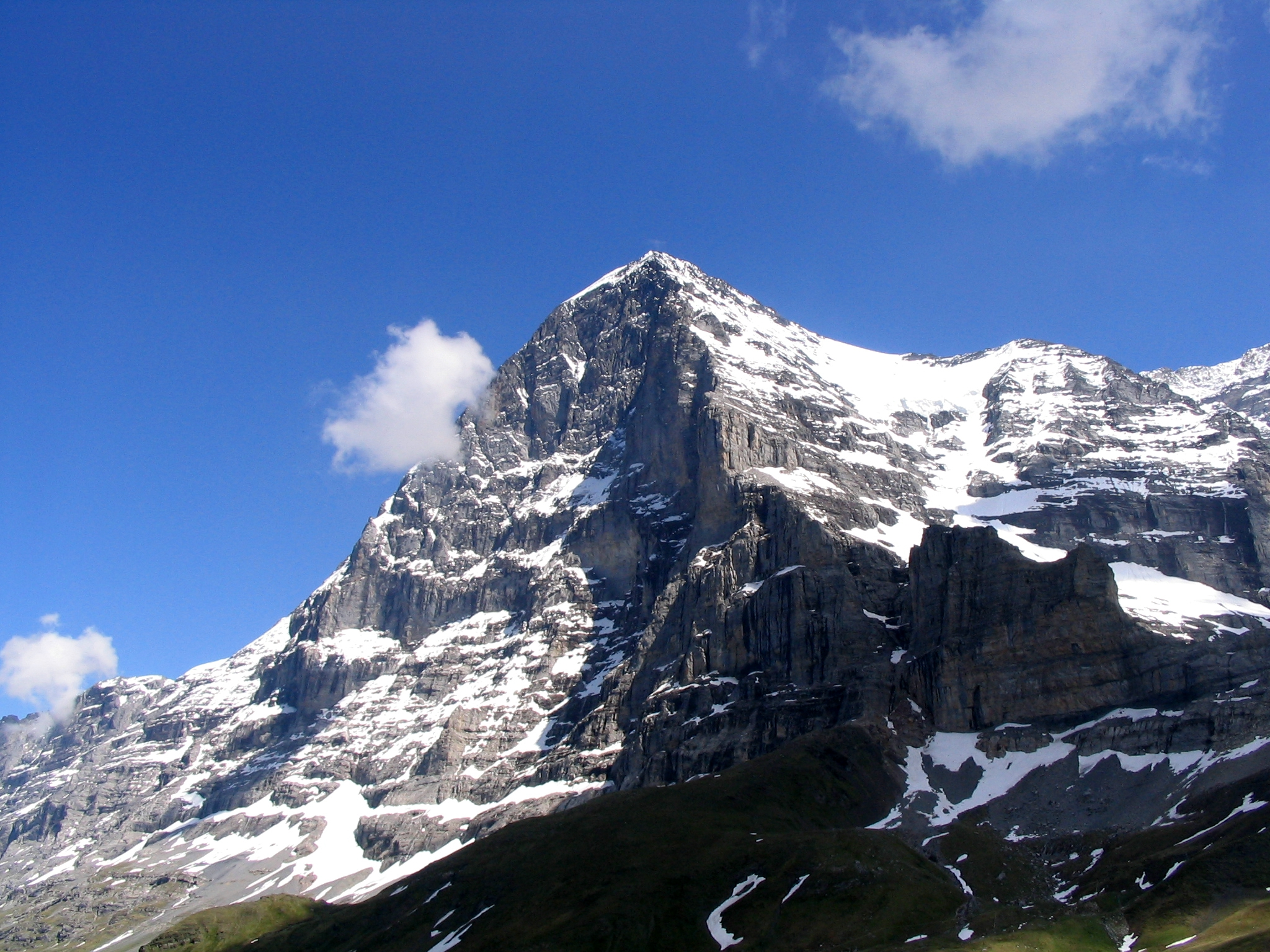
Cara norte del Eiger (3970m).

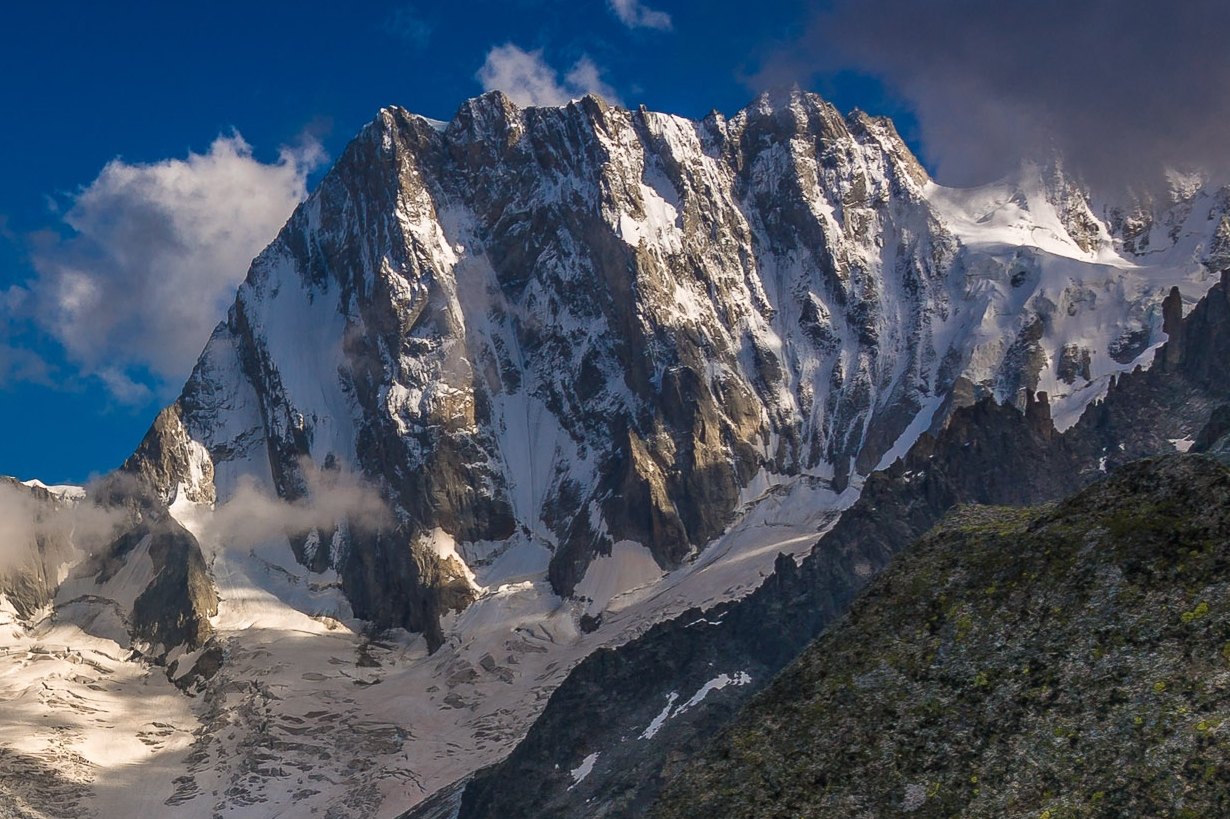
Cara norte de los Grandes Jorasses, la punta Walker a la izquierda (4208 m).

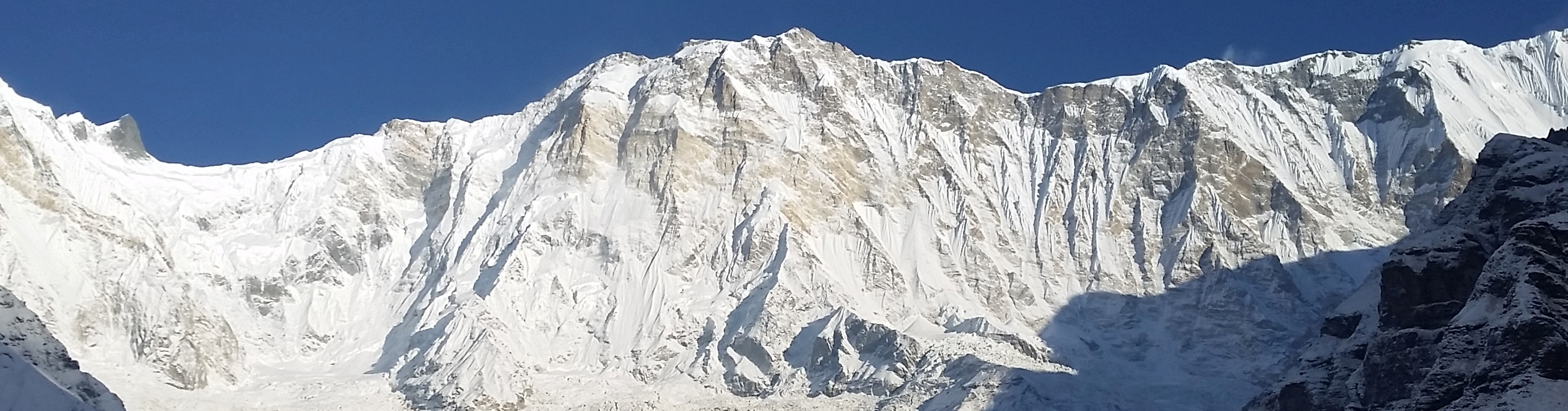
Cara sur del Annapurna (8091 m).

Ueli Steck (Langnau im Emmental, Cantón de Berna, Suiza; 4 de octubre de 1976 - Nuptse, Nepal; 30 de abril de 2017) fue un alpinista suizo. Era conocido por sus ascensos en estilo alpino y por batir diversos récords de velocidad a la hora de coronar y descender cimas destacadas (práctica conocida como speed climbing o alpinismo de velocidad), especialmente en las grandes caras norte de los Alpes. Obtuvo el premio Piolet de oro en 2009 y 2014.
El 30 de abril de 2017 perdió la vida al despeñarse mil metros en la montaña Nuptse cerca del monte Everest.

## Biografía
Steck era el tercer hijo de un herrero del cobre en la ciudad de Langnau, en el valle de Emmental en Suiza. Cuando era niño jugaba hockey y acompañaba a su padre en excursiones de esquí. Era carpintero de formación y de adulto vivió en Ringgenberg, cerca de Interlaken, Suiza. Hablaba alemán, francés, inglés e italiano.

## Carrera
A la edad de 17 años, Steck había logrado el 9° grado de dificultad UIAA en escalada. A los 18 años, escaló la cara Norte del Eiger y el Bonatti Pillar, del macizo del Mont Blanc. En junio de 2004, junto con Stephan Siegrist escalaron el Eiger, Mönch y Jungfrau en 25 horas. Otro éxito fue durante la llamada "Khumbu-Express Expedition" en 2005, cuando la revista de alpinismo Climb lo nombró como uno de los tres mejores alpinistas en Europa. El proyecto consistió en ser el primer alpinista en solitario en escalar el norte de la pared del Cholatse (6440 m) y la pared este del Taboche (6505 m)
Steck logró su primer récord de velocidad en la cara Norte del Eiger en 2007, escalando en 3 h y 54 min. Este récord fue rebajado por él mismo, a 2 h 47 min y 33 s al año siguiente.
En mayo de 2008, escaló el Annapurna intentando romper el récord de tiempo de ascenso, pero una avalancha se lo impidió. A la siguiente semana participó en el rescate del alpinista Iñaki Ochoa de Olza, quien tuvo un colapso. El auxilio médico fue lento en atender al alpinista español, que murió a pesar del auxilio proporcionado por Steck. En 2008, Steck fue el primer candidato al Eiger Award por sus logros alpinistas.
El 27 de abril de 2013, junto con el también alpinista Simone Moro y un fotógrafo, tuvo un incidente con varios sherpas locales, que colocaban cuerdas fijas para unas expediciones comerciales en la cara Lhotse por encima del campamento II de la ruta Sur del monte Everest. Los tres tuvieron que escapar como pudieron al campo base y dieron por cancelada su expedición, en un confuso episodio que evidenció el resentimiento de algunos sherpas con los alpinistas occidentales.
En 2014 hizo el primer ascenso en solitario del Annapurna, y ganó su segundo premio Piolet de oro, aunque se generaron ciertas dudas sobre la veracidad de dicha ascensión.
En el invierno de 2014/15, Steck y Michael Wohlleben unieron las tres caras norte de Tre Cime di Lavaredo/Drei Zinnen en 16 horas.[14] En el verano de 2015, escaló las 82 cumbres de los Alpes de más de 4000 metros en 62 días sin viajar motorizados. Dos días más lento que el récord de 60 días, su tiempo incluyó un período en el que Steck suspendió el recorrido el 22 de julio, después de que su compañero de escalada en la Aiguille de Rochefort, Martijn Seuren, cayera y muriera en este último pico para hacerlo. el primer holandés en escalar los 82 cuatro mil.Más tarde, ese mismo año, Steck estableció un nuevo récord en solitario para la cara norte del Eiger, en 2 horas, 22 minutos y 50 segundos.
En abril de 2016, Steck y el alpinista alemán David Göttler encontraron los cuerpos de Alex Lowe y David Bridges, muertos en 1999 por causa de una avalancha mientras buscaban una ruta para escalar el Shisha Pangma e intentar el primer descenso en esquí.

## La última gran aventura
Su última gran aventura sería ascender al Everest por la ruta Hornbein, en la cresta oeste del Everest, sin oxígeno suplementario. Esta ruta había sido escalada solo unas pocas veces, la última de las cuales fue en 1991. Su plan era escalar por el Hornbein Couloir hasta la cima y luego continuar con una travesía hasta el pico del Lhotse, la cuarta montaña más alta del mundo. Esta combinación no se había logrado antes.
El 16 de abril, durante los preparativos para el intento, su compañero de escalada, el sherpa Tenji, sufrió una congelación que tardaría algunas semanas en sanar. Steck continuó con la exploración y la aclimatación, subiendo al Campamento 2 del Everest, de camino al Collado Sur. El 29 de abril, cambió sus planes y le envió un mensaje de texto a Tenji diciéndole que en su lugar escalaría el pico cercano de Nuptse, y no respondió a una pregunta de seguimiento.
El 30 de abril, comenzó a escalar alrededor de las 4:30 a. m. con un escalador francés llamado Yannick Graziani que intentaba escalar el Everest. Cuando Graziani se dirigió hacia el campo 3, Steck se desvió hacia la derecha para subir al Nuptse. Fue visto por última vez en la mitad de la cara, hacia el amanecer, por varios sherpas y miembros de la expedición alrededor del valle. Aproximadamente a 300 metros por debajo de la cumbre, sufrió una caída de unos 1.000 metros. Se desconoce qué provocó la caída. Su cuerpo fue encontrado en Western Cwm, entre los campos 1 y 2, y transportado de regreso a Katmandú. 
Sus restos descansan en el Monasterio Tengboche de Nepal. A Steck le sobrevivió su esposa Nicole.

## Aproximación a la escalada rápida
Para Ueli Steck, la práctica del solo y su enfoque más extremo, la escalada de velocidad, no se define por la búsqueda de récords por sí mismos. Desde su punto de vista, la velocidad permite a los montañeros limitar su tiempo de exposición a determinados riesgos como avalanchas o desprendimientos de rocas. Señala que esta práctica se enmarca en un enfoque de gestión de riesgos: para limitar los riesgos objetivos (provenientes del entorno natural), la escalada de velocidad acepta un aumento de los riesgos subjetivos (provenientes del alpinista).
“La ventaja del solo rápido es que el escalador nunca permanece mucho tiempo en una zona de riesgo. »
A nivel técnico, el desarrollo de la escalada de velocidad implica la evolución de determinadas manipulaciones de la cuerda. Como señala el escalador bernés, las grandes paredes alpinas tienen partes cuyo tecnicismo y compromiso pueden hacer que el solo completo sea demasiado arriesgado. Los alpinistas pueden considerar que el riesgo de caída es demasiado alto para prescindir de una técnica de aseguramiento.
Durante las aperturas en solitario, los alpinistas extremos utilizan una técnica de autoaseguramiento que consiste en ir y venir entre aseguramientos para desenganchar la cuerda del aseguramiento inferior. Deseoso de evitar estos movimientos adicionales y mejorar la velocidad de ascenso, Ueli Steck modifica parte de las operaciones de autoaseguramiento para poder recuperar la cuerda del aseguramiento superior. Esta técnica, sin embargo, presenta más riesgos en caso de caída, especialmente debido al fuerte aumento de la longitud de caída.

## Carácter
Sus logros no fueron el resultado de una combinación de cualidades físicas y emocionales dadas por la naturaleza. En 2007, después de escalar el Eiger, estando, en su opinión, en la cima de su forma atlética, Ueli fue examinado en el Instituto Federal Suizo de Deportes Magglingen, que, basándose en los resultados de la investigación, emitió un breve veredicto: “No estoy en forma.” " En el contexto de un resultado tan desalentador de la investigación de los médicos, Steck concluyó que, en comparación con el entrenamiento de atletas de talla mundial en otros deportes que aprovechan todos los logros de la ciencia, los escaladores, incluidos los de élite, están "estancados en la Edad de Piedra”. Su mejora continua como atleta fue el resultado de un entrenamiento agotador y cuidadosamente planificado según un programa individual bajo la guía de nutricionistas experimentados, especialistas en fitness y psicología.
Steck detestaba el apodo que le dieron: “Nadie en Suiza me conoce como la “Máquina Suiza”, y eso es bueno, porque no me gusta ese apodo. Para cualquier suizo esto sería muy antipático.” Además, la “máquina suiza” nunca tuvo coche propio.
A pesar de sus logros, se consideraba un “forastero” en el montañismo, ya que confiaba en el puro deporte en lugar del más familiar “espíritu de aventura” asociado a él. “Sólo hago lo que quiero, no lo que quieren los demás. Elijo mi propio camino, necesito desafiarme a mí mismo cada vez. Por eso me gusta cargar lo menos posible y correr lo más rápido posible”. “Mi principal fuente de inspiración es mi sed de aprender. El conocimiento da libertad. Para adquirir este conocimiento es necesario estudiar. Para ser libre es necesario estar tranquilo, y para estar tranquilo es necesario un entrenamiento largo y doloroso. Para alcanzar el dominio al más alto nivel es necesario sumergirse de lleno en el deporte, se necesita pasión, pero al mismo tiempo hay que aceptar, sentir que estás empezando, como un estudiante, y seguir aprendiendo. Es importante entender esto si quieres ser un profesional y luchar por el éxito”. "Solo soy un carpintero al que le encanta escalar".

## Cimas destacadas

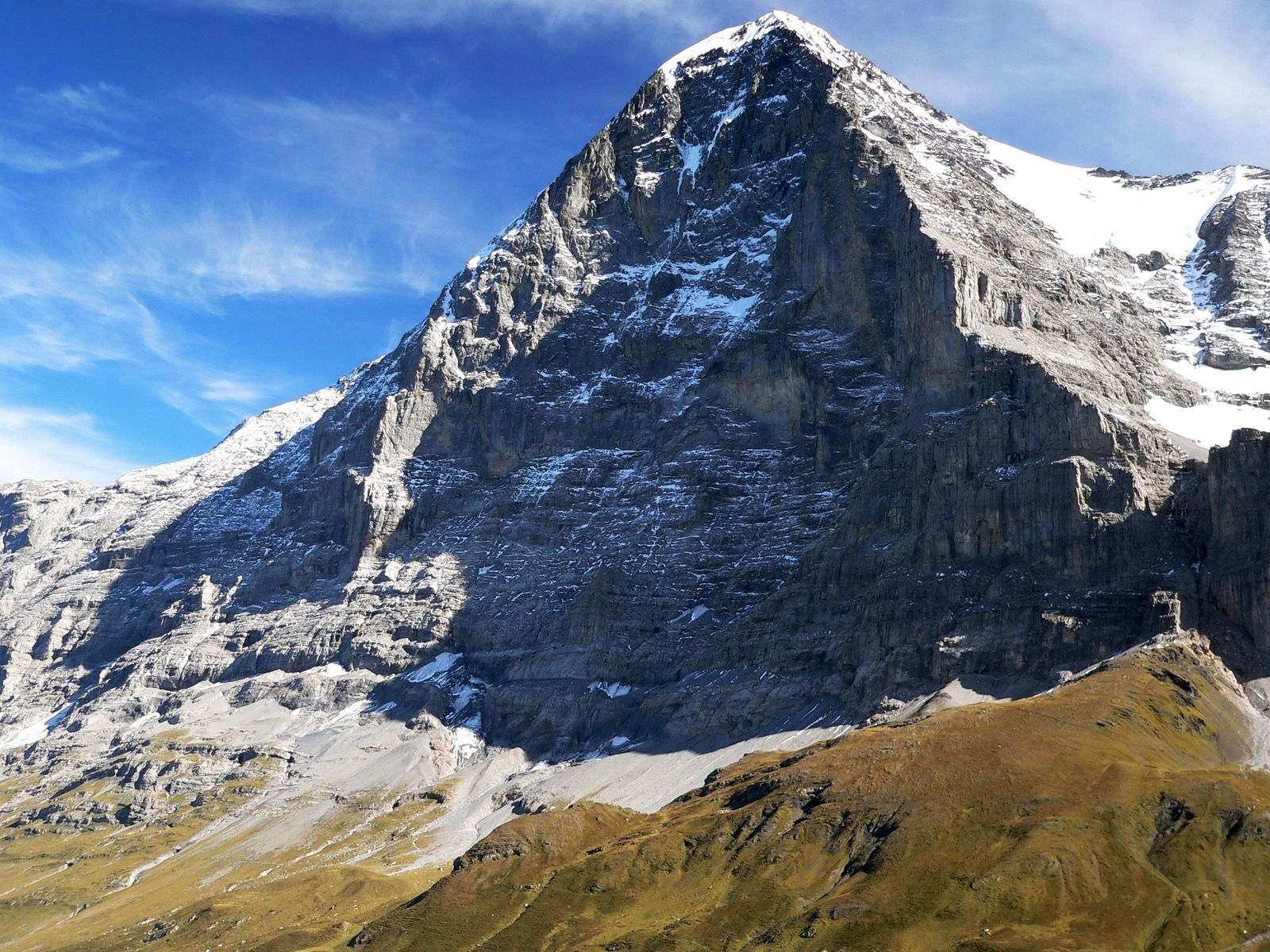
Cara norte del Eiger, donde estableció sus récords de velocidad y abrió nuevas rutas de gran dificultad.

### Vías o cimas coronadas en equipo
- 2001: primer ascenso por la cara oeste del Pumori, con Ueli Bühler
- 2002: apertura de la vía The Young Spider en la cara Norte del Eiger, con Stephan Siegrist
- 2003: apertura de la vía La Vida es Silbar en la cara Norte del Eiger, con Stephan Siegrist

### Vías o cimas realizadas en solitario
- 2004: apertura de la vía Excalibur en el Wendenstöcke
- 2005: primer ascenso en solitario al Cholatse y al Tawesche (Himalaya)
- 2006: primer ascenso en solitario de la vía The Young Spider en la cara Norte del Eiger
- 2010: mejora del récord de velocidad de la vía Ginat en la cara Norte de Les Droites, hasta entonces en manos de Christophe Profit

### Récords de velocidad
- 2004: cara Norte del Eiger, el Mönch y el Jungfrau con Stephan Siegrist, en 25 h
- 2007: cara Norte del Eiger, en 3 h y 54 min
- 2008: cara Norte del Eiger, en 2 h 47 min[10]
- 2008: cara Norte de las Grandes Jorasses por la vía Colton-McIntyre, en 2 h 21 min
- 2009: cara Norte del Cervino por la vía Schmid, en 1 h y 56 min
- 2011: cara Sur del Shishapangma, en 10 h y 30 min
- 2013: cara Sur del Annapurna, en 28 h y en solitario por la vía abierta por Pierre Béghin y Jean-Christophe Lafaille, situada entre la vía británica de 1970 y la vía japonesa de 1981.[11]
- 2015: coronar todas las cimas de más de 4000 m de los Alpes, en 62 días[12]
- 2015: cara Norte del Eiger, en 2 h y 22 min, por la vía Heckmair[10]

### Vías en escalada libre
- 2008: cara Norte del Eiger por la vía Pacienca (8a/5.13b), primer ascenso en escalada libre
- 2009: El Capitán por la vía Golden Gate (8a/5.13b)